# Тычинин, Андрей Джафарович
Андрей Джафарович Тычинин (род. 13 июня 1971, Москва) — российский политик, Депутат Государственной Думы Федерального Собрания Российской Федерации VI созыва. Член Комитета Государственной Думы по аграрным вопросам.

## Биография
Андрей Тычинин родился в 1971 году в городе Москве.
Отец до пенсии работал слесарем на механосборочном заводе.
Мать работала научным сотрудником в НИИ.
1988 г. — окончил школу в г. Москве.
1994 г. — окончил Московский институт радиотехники, электроники и автоматики (технический университет).
1996 г. — окончил Российскую экономическую академию им. Г. В. Плеханова.
С 1994 по 2011 г. занимался бизнесом в различных областях.
Владел Инвестиционной компанией «Фора-Капитал» (входила в 10-ку крупнейших компаний по оборотам на рынке фьючерсов и опционов), продана в 2012 г.
Активно занимается спортом — принимал участие в соревнованиях по триатлону в 2011 и 2013 гг., участвовал в «Гонке героев» в 2015 г.

## Политическая деятельность
Андрей Тычинин выступал против вступления России в ВТО, утверждая, что вступление в ВТО не принесёт для российского бизнеса никаких преимуществ.
18 октября 2013 г. на заседании Госдумы предложил заморозить проект строительства высокоскоростной магистрали Москва-Казань в связи с невозможностью его строительства. 06 ноября 2013 г. на совещании по вопросам использования средств Фонда национального благосостояния Президент России В. В. Путин принял решение о заморозке проекта строительства ВСМ Москва-Казань.
22 ноября 2013 г. на заседании Госдумы представил доклад о защите российских производителей и об отмене системы бонусов взимаемых торговыми сетями с производителей. В 2016 г. Госдума приняла закон, ограничивающий размер бонусов торговых сетей до 5 %.
25 марта 2015 г. на заседании Госдумы представил доклад об отсутствии конкуренции в российской экономике и о низком уровне производительности туда в России. В июне 2015 г. Правительство РФ приняло решение о сокращении на 10 % расходов во всех госкорпорациях, с целью экономии и повышения производительности труда.
С 2011 по 2016 г. было принято 3 федеральных закона, разработанных А. Тычининым.